# Ołeksandr Oliszczuk
Ołeksandr Mykołajowycz Oliszczuk, ukr. Олександр Миколайович Оліщук (ur. 17 marca 1983 w Zaporożu) – ukraiński piłkarz i futsalista, grający na pozycji zawodnika z pola.

## Kariera piłkarska
Wychowanek Torpeda Zaporoże, w barwach którego w 1999 rozpoczął karierę piłkarską. Swoją karierę futsalową rozpoczynał w zespole Uniwersytet Zaporoże, który występował w II lidze. Następnym klubem Oliszczuka był pierwszoligowy DSS Zaporoże, z którym zdobył wicemistrzostwo Ukrainy oraz zajmował trzecie miejsce w lidze. Po rozpadzie klubu w 2007 był na przeglądzie w Interkasie Kijów, ale nie doszło do podpisania kontraktu, tak jak klub został wkrótce rozwiązany. Następnym przystankiem w karierze Ukraińca był Urahan Iwano-Frankiwsk. Występował także w klubach Kontynhent Żytomierz i Tajm Lwów oraz białoruskim Witenie Orsza, z którym zdobył Mistrzostwo Białorusi. W sezonie 2013/2014 był zawodnikiem polskiego Red Devils Chojnice. W sezonie 2014/15 bronił barw Prodeximu Chersoń. Latem 2015 został zawodnikiem ARPI Zaporoże.

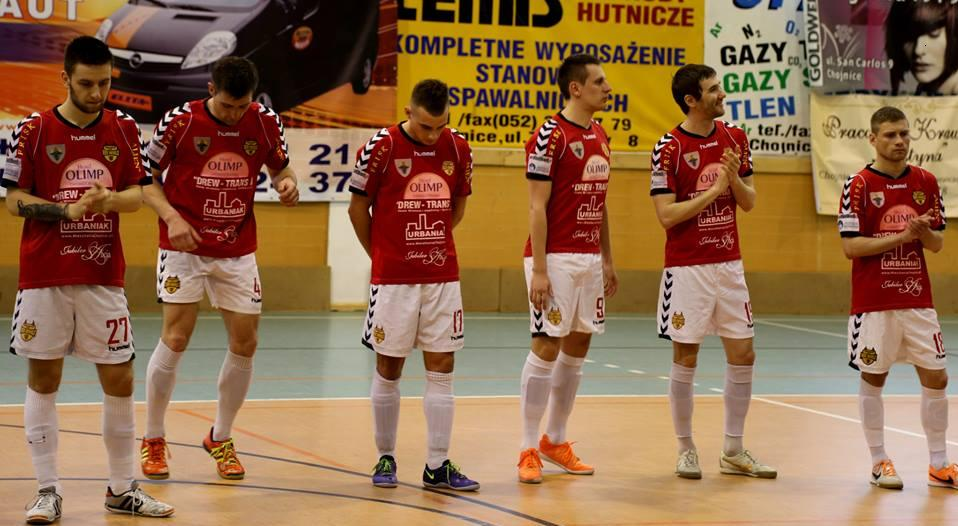
Prezentacja drużyny Red Devils Chojnice przed meczem z Wisłą Krakbet Kraków, Oliszczuk drugi od prawej strony.